# Carvin
Carvin este un oraș în Franța, în departamentul Pas-de-Calais, în regiunea Nord-Pas de Calais. Face parte din aglomerația orașului Lens. 